# Ваджрадітья
Ваджрадітья (*гінді वज्रादित्य, д/н — 768) — самраат Кашмірської держави в 761—768 роках. Також був відомий як Баппіяка.

## Життєпис
Походив з династії Каркота. Син самраата Муктапіди і Чакрамардіки. 760 року після смерті батька повстав проти свого зведеного брата — самраата Кувалаяпіди. В запеклій боротьбі, що тривала близько одного року зумів отримати перевагу завдяки зраді міністра брата. Потім той зрікся трону.
У 762/763 році зазнав потужного нападу Умар ібн Гафса Газармада, валі Сінду, який сплюндрував південнозахідні володіння Кашмірської держави в Пенджабі. Про подальші військові кампанії обмаль відомостей.
Згідно Кальхани впровадив работоргівлю. Також був жорстоким і мав погану вдачу. Помер Ваджрадітья 768 року. Йому спадкував син Прітхів'япіда.